# Víctor Mideros
Víctor Mideros Almeida (San Antonio de Ibarra, 28 de marzo de 1888 – Quito, 9 de octubre de 1967), fue un pintor ecuatoriano de los movimientos impresionista y simbolista.

## Biografía
Nació en el pueblo de San Antonio de Ibarra el 28 de marzo de 1888, siendo hijo legítimo del terrateniente y comerciante Federico Mideros y su esposa, Carmen Almeida. Sus hermanos Enrique y Luis también se destacaron en los campos de la pintura y la escultura respectivamente. Sus estudios formales de primaria los cursó en su pueblo natal, mientras que los de secundaria en el Colegio Seminario de la ciudad de Ibarra, de donde se graduó en 1905.
En 1913, Mideros ingresó a la Escuela de Bellas Artes de Quito. siendo para 1915 estudiante del pintor francés Paul Bar y del arquitecto portugués Raúl María Pereira Mideros tendrá una relación estrecha con la escuela en sus facetas de estudiante y profesor

### Vida familiar
Contrajo matrimonio con María Eloísa Navarrete Torres alrededor de 1930, con quien tuvo cuatro hijos:
- Boanerges Mideros Navarrete, pintor
- Raúl Mideros Navarrete, arquitecto
- Enma Mideros Navarrete, religiosa
- Mariana Mideros Navarrete, religiosa

Al final de su vida padecía de afecciones cardiacas y falleció en la ciudad de Quito el 9 de octubre de 1967, a los 81 años de edad, dejando inconclusa su obra Maranatha (Ven, Espíritu Divino). Sus últimos años los vivió en una gran casa esquinera ubicada en la avenida 10 de Agosto y calle Portoviejo, donde también tenía su estudio de arte.

### Formación artística

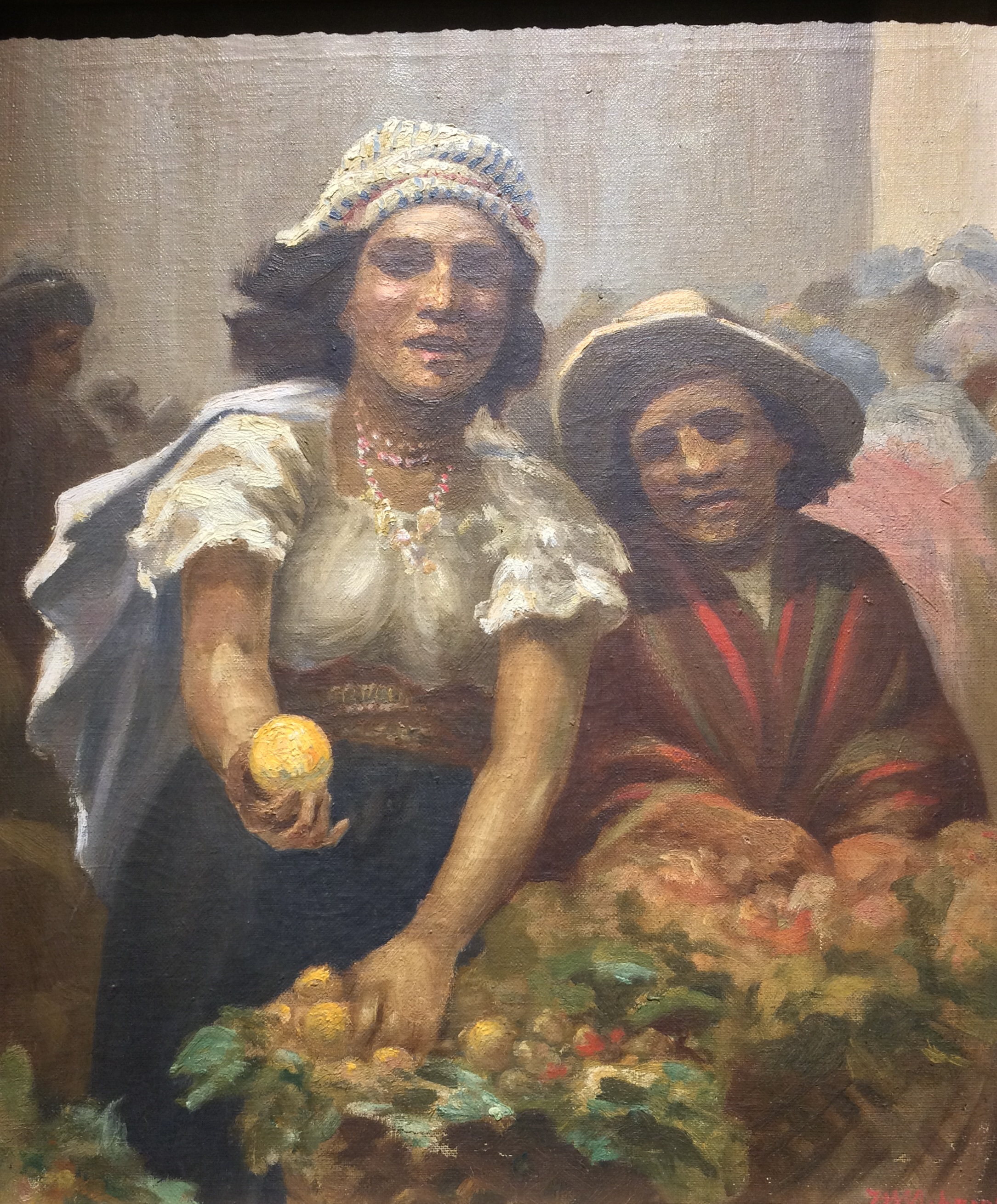
Vendedora de frutas (1969), óleo sobre lienzo. MuNa, Quito.

Después de haber aprendido a temprana edad las bases de la acuarela y la pintura al óleo en los talleres de los maestros Luis Toro Moreno y Rafael Troya, en 1906 Mideros viajó a Quito para seguir medicina en la Universidad Central, a la par que estudiaba en la Escuela de Bellas Artes. En 1915 obtuvo la medalla de oro en la Exposición Nacional. Al año siguiente ganó el premio a la pintura de figura humana en la II Exposición Anual de Bellas Artes con un retrato de Inés Navarro Gardin, una joven quiteña a quien daba clases de pintura. En 1917 consiguió el primer premio de la primera edición del Salón Mariano Aguilera.

Mujer de Zámbiza (1925), óleo sobre lienzo. MuNa, Quito.

En 1918, y tras retratar a una de las hijas del presidente Alfredo Baquerizo Moreno, éste le nombró secretario de la Embajada de Ecuador en Italia con el fin de que Mideros pudiera ampliar sus conocimientos artísticos durante su estadía en Roma. Antes de partir en 1919, dejó varias obras, sobre todo costumbristas que retrataban a indígenas y paisajes andinos, y el mural que decora la capilla de la Catedral Metropolitana donde descansan los restos de Antonio José de Sucre Mientras estuvo en Italia asistió a las Escuelas de pintura italiana, inglesa y española, donde pudo perfeccionar aún más su técnica. En 1921 viajó a Francia y España, donde se convirtió en miembro del Círculo Internacional de Artistas y de la Academia de Bellas Artes San Fernando. En 1922, mientras vivía en New York con su hermano Luis, éste sufrió un atentado del Ku Kux Klan del que afortunadamente salió ileso, por lo que Víctor pintó en agradecimiento el lienzo Mi Reino no es de Este Mundo, que obsequió al convento de Santo Domingo en Quito.
Regresó a Ecuador en 1924 y fue nombrado profesor de la Academia de Bellas Artes, de la que fue también director entre 1933 y 1937, época en la que se convirtió en el pintor de moda de la alta sociedad quiteña. La mayor parte de su trabajo tras el regreso al país se lo debió al apoyo de su mayor mecenas y protectora, la aristócrata viuda María Augusta Urrutia, para quien pintó entre otras obras una afamada serie de siete arcángeles.

## Técnica y valoración

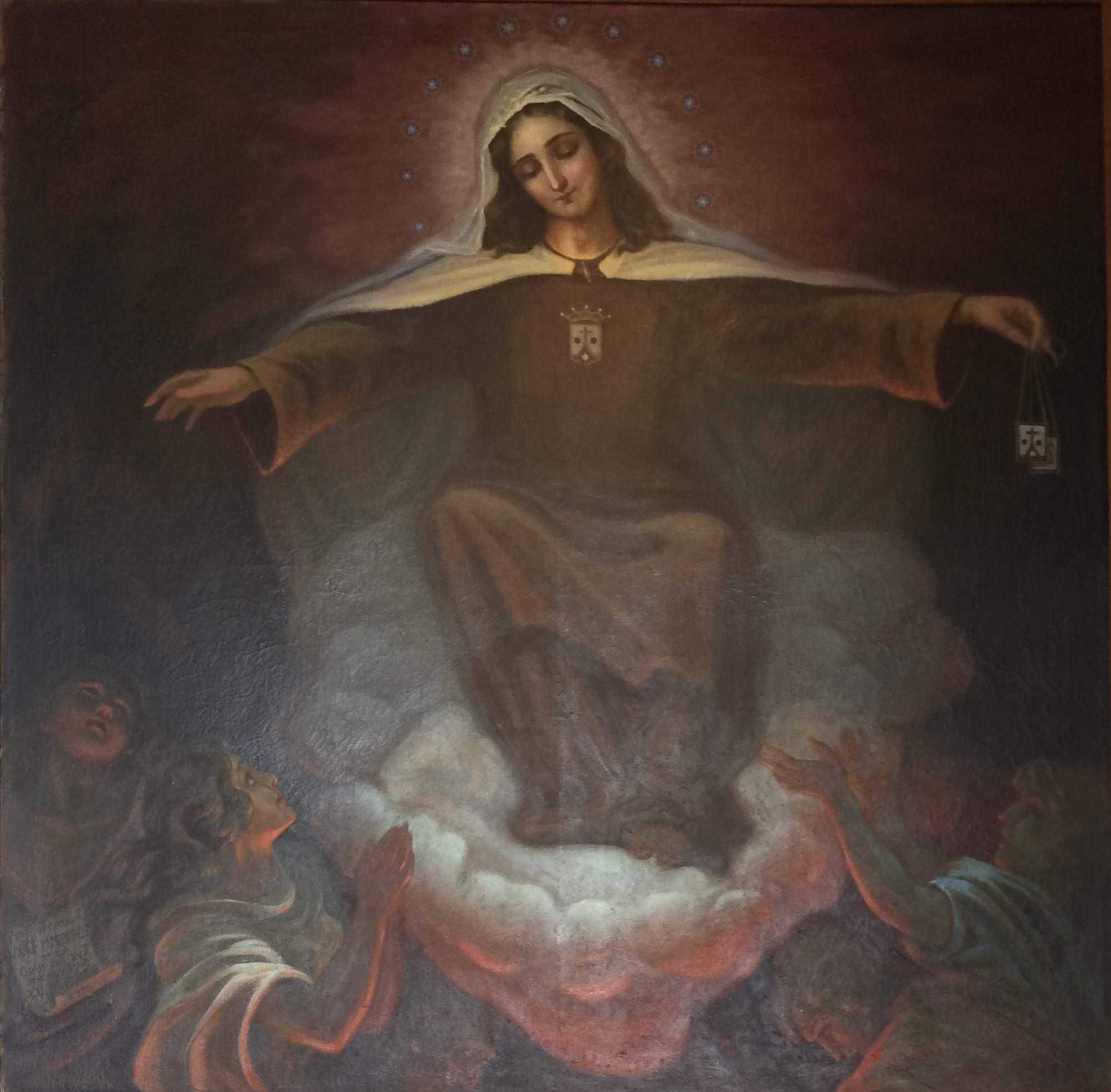
Nuestra Señora del Carmen, óleo sobre lienzo. Museo del Carmen Alto, Quito.

Se puede afirmar que la obra de Mideros, iniciada dentro de un naturalismo de tendencia impresionista, alcanzó sus mejores logros en el tema religioso, al que matizó con cierto esoterismo de raíz simbólica y claro origen rosacruciano. Él mismo solía decir que pintaba sus obras con la paleta de Dios, porque utilizaba los siete colores del arco iris y un profundo estudio del color, logrando así iluminar sus pinturas.
Jueces, profetas, la Virgen y Cristo en los estertores de su agonía o en la impotente majestad de su resurrección, encarnan los motivos fundamentales de este pintor, que encontró en la Biblia un manantial perenne de inspiración. Extraños signos de presagio imprimen su obra un matiz, más que místico, religioso. En ella se adivinan y columbran los invisibles resplandores de la ciudad de Dios, siempre diluida en la más lejana perspectiva, como una promesa inalcanzable.
Según Rodríguez Castelo: Mideros pintaba en una luz penumbrosa, con ojos de iluminado, tocado con un gran gorro de piel. Había dado definitivamente el paso del simbolismo - que es tan rico y hondo poéticamente - a la alegoría que no es sino una suerte de amplificación retórica. Su pintura no era ya enigmática: era catequética.

Fue ponderado por el gran poeta José Rumazo González en la publicación titulada "El Arte de Mideros", donde lo califica como un autor religioso continuador de la larga tradición pictórica de Ecuador junto a artistas como Miguel de Santiago, Nicolás Javier de Goríbar, Manuel de Samaniego, y Joaquín Pinto. De todos ellos trazaría el paralelismo entre Goríbar y Mideros a través de la serie de Los Profetas del primero y Los Heraldos del segundo. Destacaría la ficción como tema de la siguiente manera:
El autor del Dolor de Pensar ha comprendido que el arte demasiado naturalista liquidó su misión cuando se hicieron a la luz los descubrimientos mecánicos para reproducir las cosas, por esto, desde hace mucho tiempo ha ido a la deformación, ya por la anatomía, ya por el color, hasta hace poco dentro del antiguo organismo de las partes de la composición, y novísimamente con un constructivismo plástico propio de él. 

## Serie de obras dedicadas a Mariana de Jesús

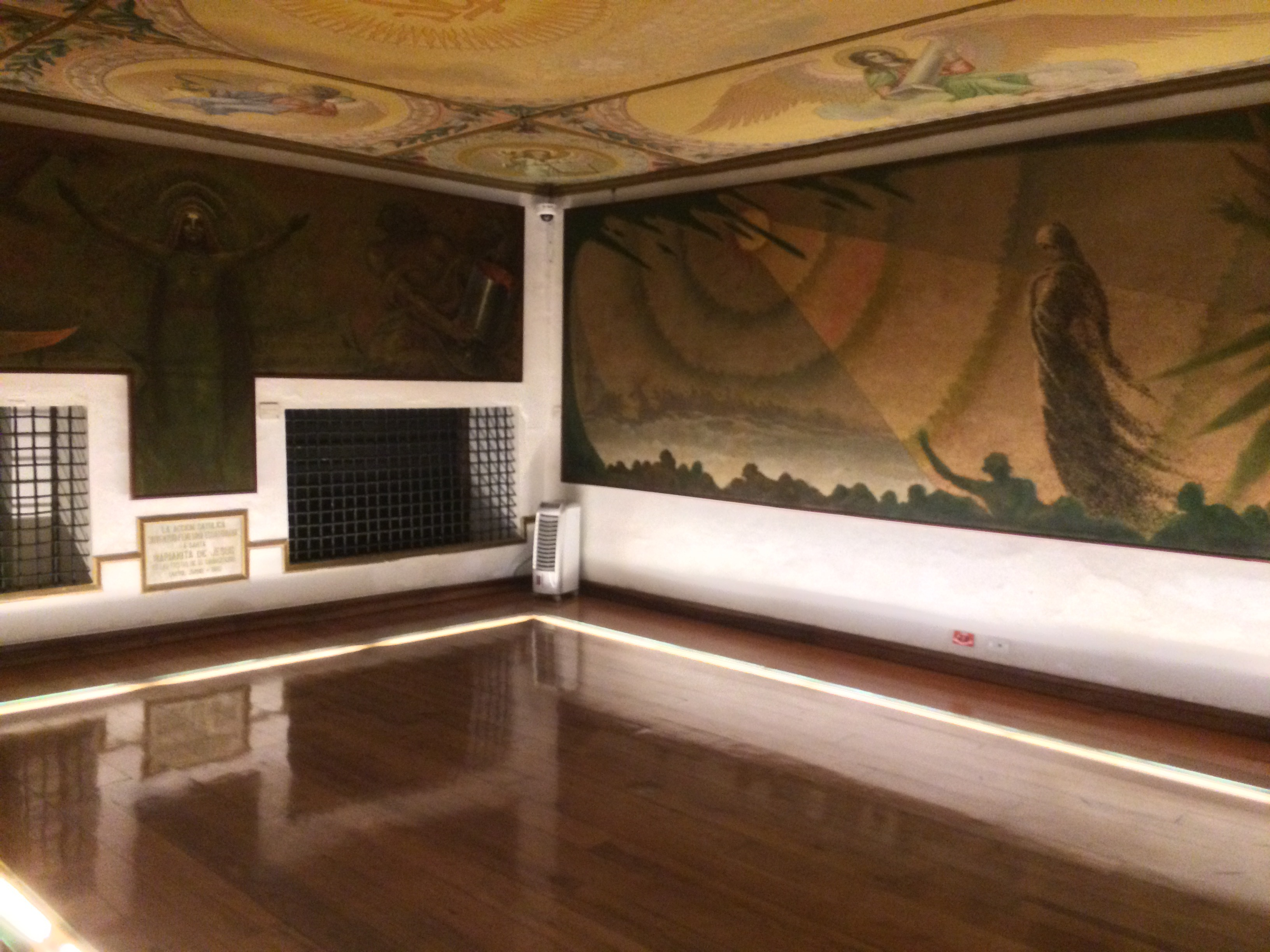
Habitación donde nació Mariana de Jesús, decorada con cuadros de Víctor Mideros. La casa de de Mariana de Jesús forma parte del actual Museo del Carmen Alto, Quito.

En los años 20 el pintor emprende una serie de pinturas de tema religioso-nacionalista sobre la vida de la santa quiteña Mariana de Jesús. Esta serie se inscribe además dentro de la corriente teológica del "milenarismo" al que suscribía el pintor (desde una posición secular). Esta corriente había resurgido como una respuesta a los procesos político-sociales de la época, sobre todo como una reacción al liberalismo que había triunfado desde hace unas décadas atrás con Eloy Alfaro.
Entre los años 1925 y 1926 Mideros gestionó un permiso del arzobispo de Quito Manuel María Pólit para donar al convento del Carmen Alto la serie de 10 cuadros. pintados al óleo sobre la vida de la santa quiteña Mariana de Jesús
El permiso fue concedido y en la actualidad los cuadros se exhiben en distintas salas del Convento y Museo del Carmen Alto.

## Breve listado de su obra
Sus obras más conocidas son:
- Lienzos de la Iglesia de La Merced
- Los diez cuadros dedicados a Santa Mariana de Jesús
- Espejo de Justicia, en el edificio Centro Universitario Católico
- Dibujos y bocetos: arte cósmico
- Cuadros dedicados al "Milenarismo" como Escrituras, Profecías y Revelaciones
- Los siete días de la creación
- Santo predicando a las avecillas del Señor
- Alma mía
- Retrato de los siete arcángeles
- El Camino de la vida
- Las dos Sombras
- El peregrino
- El dolor de pensar
- Castillo iluminado
- Las tres visiones
- Puerta del misterio
- Etapas del alma
- Palingenesia
- Las siete esferas del color
- Señales del segundo advenimiento
- El maestro
- Pinturas con indigenistas como el cuadro Inti-Raimi

## Reconocimientos

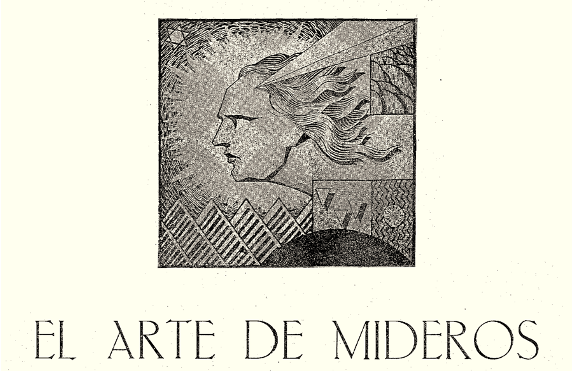
Portada de la crítica escrita por su amigo, José Rumazo

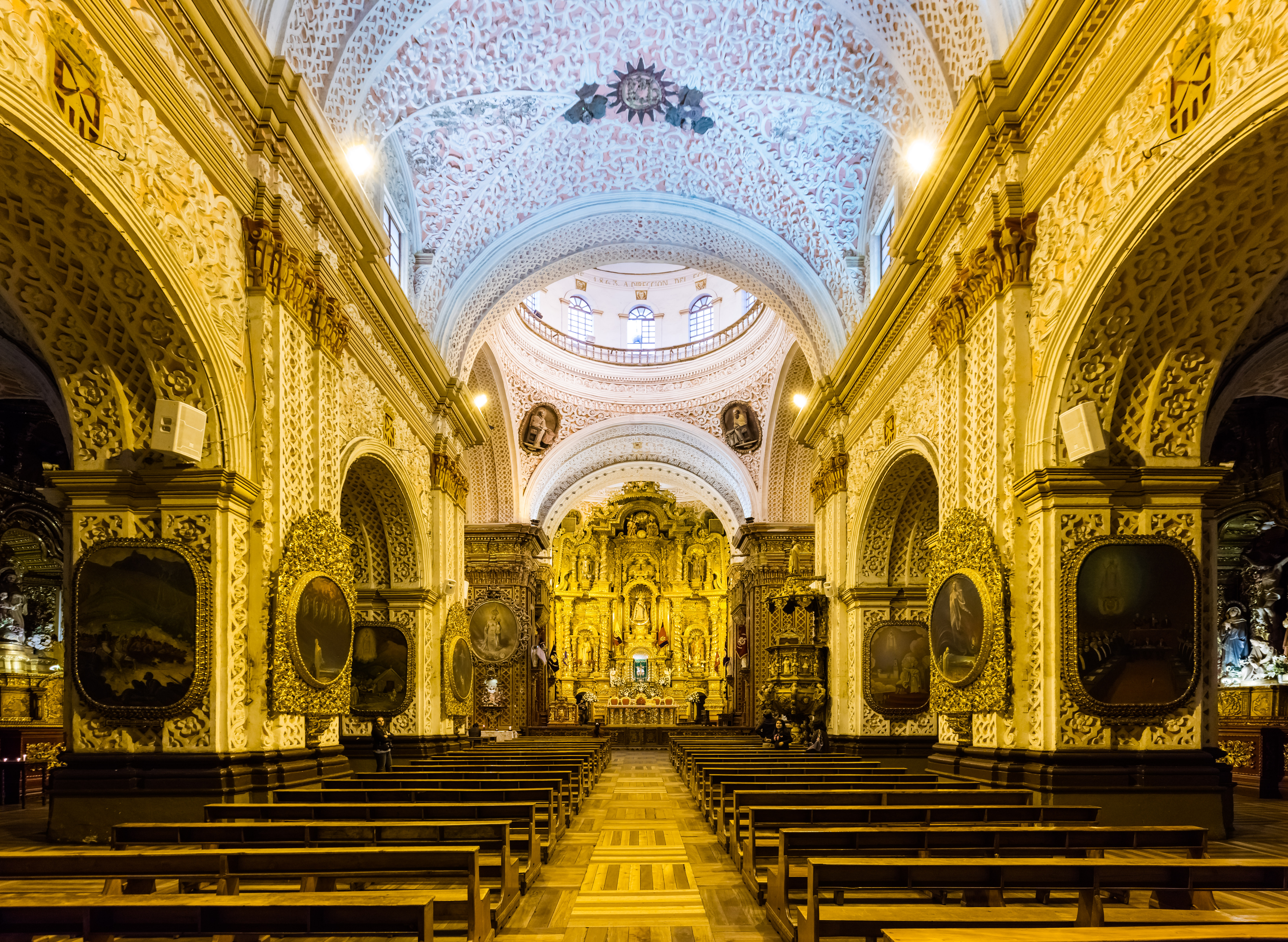
Nave central de la Iglesia de La Merced, donde se encuentran varias pinturas de Victor Mideros

### Premios
- Medalla de oro en la Exposición Nacional (1915)
- Premio a la pintura de figura humana en la II Exposición Anual de Bellas Artes (1916)
- Primer premio del Salón Mariano Aguilera (1917)
- Primer premio del Salón Mariano Aguilera (1924)
- Primer premio del Salón Mariano Aguilera (1956)

### Distinciones
Entre otras, Víctor Mideros fue condecorado con las siguientes distinciones honoríficas por su trabajo:
- Miembro de la Academia de Bellas Artes San Fernando (España, 1921)
- Caballero Gran Cruz de la Orden de Boyacá (Colombia, 1943)
- Caballero de la Orden de las Palmas Académicas (Francia)
- Caballero Gran Cruz de la Orden Nacional al Mérito (Ecuador)

### Homenajes
- Salon de la Casa de la Cultura Ecuatoriana
- Colegio Nacional "Victor Mideros" en Ibarra
- Salón "Victor Mideros" en el Centro Cultural Daniel Reyes en San Antonio